# Estação Ferroviária de Tadim

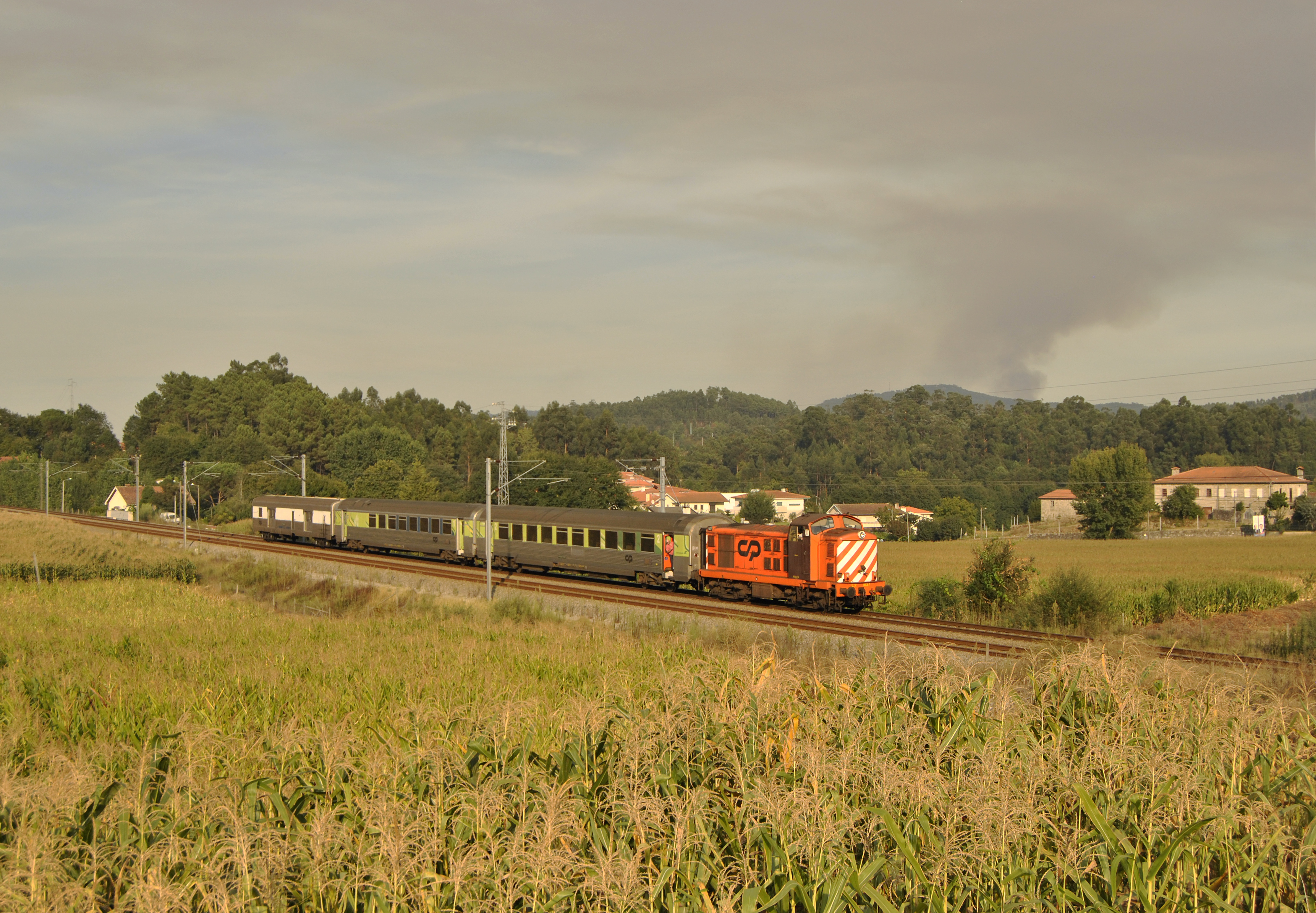
A locomotiva 1437 rebocando comboio especial a sul da Estação Tadim.

A Estação Ferroviária de Tadim é uma interface do Ramal de Braga, que serve a localidade de Tadim, no concelho de Braga, em Portugal.

## Descrição

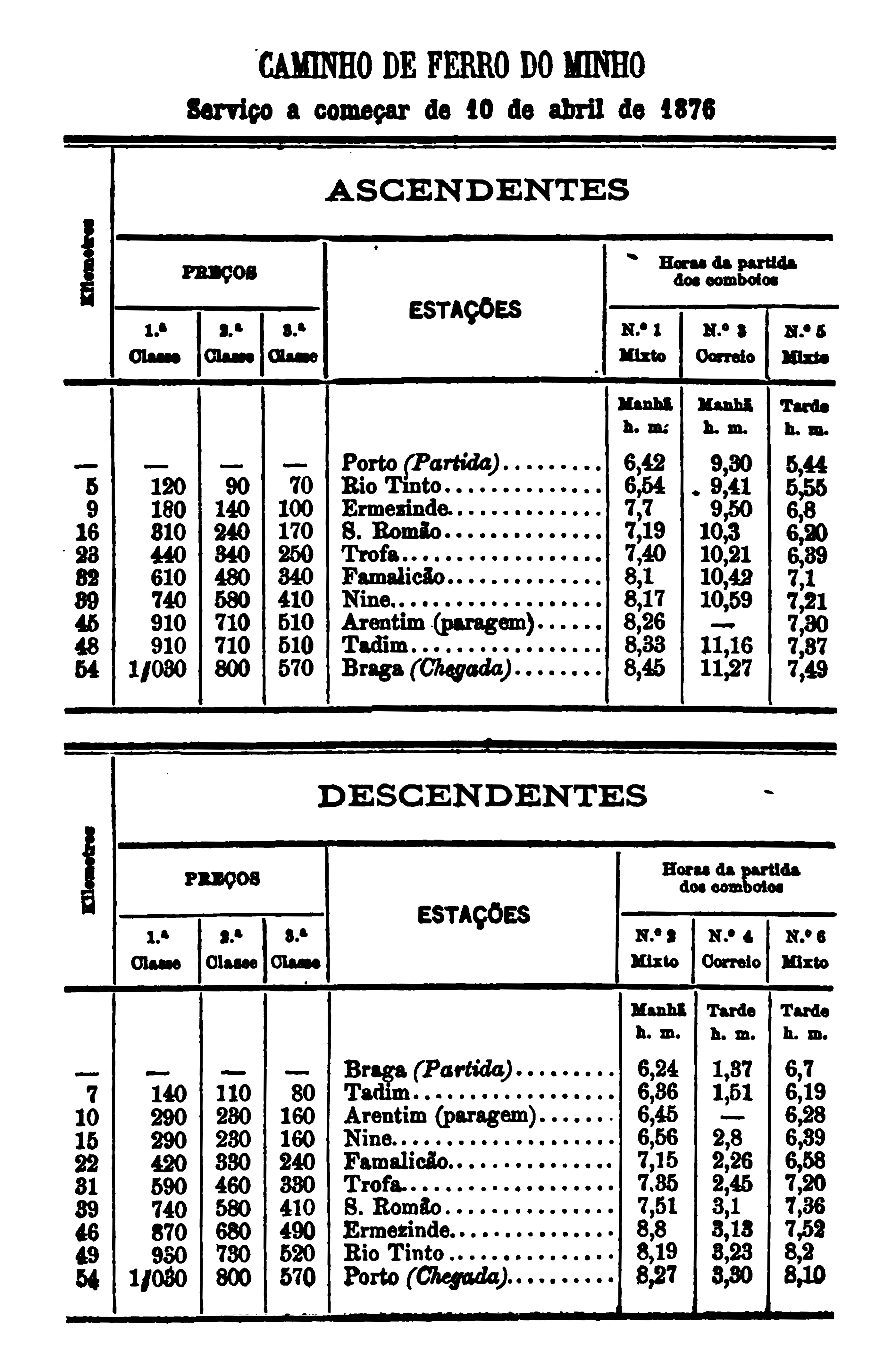
Horários dos comboios de Campanhã a Braga em 1876, incluindo Tadim.

### Localização e acessos
Esta interface situa-se em frente ao Largo da Estação, na localidade de Tadim.

### Infraestrutura
No ano de 2010, apresentava duas vias de circulação, ambas com 301 m de comprimento; as duas gares tinham ambas 301 m de extensão e 90 cm de altura. O edifício de passageiros situa-se do lado poente da via (lado esquerdo do sentido ascendente, a Braga).

## História
O Ramal de Braga foi inaugurado no dia 21 de Maio de 1875.

A estação foi modernizada em 2002, tendo o antigo edifício ficado sem qualquer utilidade; em Outubro de 2009, a Coligação Juntos por Tadim criticou o estado de degradação em que o edifício se encontrava, e defendeu a sua reabilitação e aproveitamento para outros usos.